# Conferencia de las Naciones Unidas sobre el Cambio Climático de 2006
La Conferencia de las Naciones Unidas sobre el Cambio Climático de 2006 se llevó a cabo entre el 6 y el 17 de noviembre de 2006 en Nairobi, Kenia. La conferencia incluyó la 12.ª Conferencia de las Partes de la Convención Marco de las Naciones Unidas sobre el Cambio Climático (CMNUCC) (COP12) y la segunda Reunión de las Partes del Protocolo de Kyoto (MOP2).

## Críticas
En la reunión, el reportero de la BBC Richard Black acuñó la expresión "turistas climáticos" para describir a algunos delegados que asistieron «para ver África, tomar fotos de la vida silvestre, los pobres, los niños y mujeres africanos moribundos». Black también señaló que debido a las preocupaciones de los delegados sobre los costos económicos y las posibles pérdidas de competitividad, la mayoría de las discusiones evitaron cualquier mención a la reducción de emisiones. Black concluyó que había una desconexión entre el proceso político y el imperativo científico.
A pesar de tales críticas, se lograron ciertos avances en la COP12, incluyendo trabajo en las áreas de apoyo a los países en desarrollo y el mecanismo de desarrollo limpio. Las partes adoptaron un plan de trabajo quinquenal para apoyar la adaptación al cambio climático de los países en desarrollo y acordaron los procedimientos y modalidades del Fondo de Adaptación. También se acordó mejorar los proyectos para el mecanismo de desarrollo limpio.